# Hervé Bazin
Hervé Bazin (Angers, 1911. április 17. – Angers, 1996. február 17.) francia író volt, akinek legismertebb regényei a tinédzserlázadás és a diszfunkcionális családok félig önéletrajzi témáit dolgozták fel.

## Élete
Bazin, született Jean-Pierre Hervé-Bazin a franciaországi Angers-ben (Maine-et-Loire), nagypolgári katolikus családból származott. René Bazin író unokaöccse volt. Apja bíró volt, akit feleségével együtt Kínába küldtek, hogy diplomáciai állást töltsön be. Hervé és testvére a nagyanyjuknál nevelkedett az ősök otthonában, a Le Patys kastélyban. Amikor az asszony meghalt, édesanyja vonakodva tért vissza Hanoiból. Bazint különböző egyházi intézményekbe küldte, majd a katonai akadémiára, a Prytanée de la Fleche-re, ahonnan alkalmatlanság miatt eltanácsolták. Szembeszállt tekintélyelvű anyjával, tizenéves korában többször megszökött, és elutasította a katolikus tanításokat. Húszéves korában szakított a családjával.
Otthonát elhagyva Párizsba költözött, és a Sorbonne-on irodalomból diplomázott. Tizenöt év alatt, amíg kevés sikerrel verseket írt, Bazin számos kisebb munkán dolgozott. Ebből az időszakból nevezetes munkái közé tartozott egy költői folyóirat, a la Coquille (A kagyló, csak nyolc kötet) alapítása, amely a középkori költő-koldusokról, a Villon korabeli coquillard-okról kapta a nevét, valamint az À la poursuite d'Iris című 1948-as műve. Első verseskötetéért, a Jourért 1947-ben elnyerte a Prix Apollinaire-t.
Paul Valéry tanácsára elhagyta a költészetet, hogy a prózára összpontosítson.
Az édesanyjával való gyermekkori konfliktusok inspirálták 1948-ban a Vipere au poing című regényét. A regény a Folcoche (a francia „folle” (őrült) és „cochonne” (disznó) szavakból) becenevű anya és gyermekei – köztük az elbeszélő Jean Rezeau, akit „Brasse-bouillon”-nak hívnak – közötti gyűlöletet mutatja be. A könyv óriási sikert aratott a háború utáni Franciaországban, és a La Mort du Petit Cheval és a Le Cri de la Chouette követett trilógiaként. Más műveiben Bazin visszatért a család témájához. A regények mellett novellákat és esszéket is írt.
Bazin 1958-ban lett az Académie Goncourt tagja, Francis Carco helyére. 1973-ban lett az elnöke, majd halála után Jorge Semprún váltotta fel, míg az elnöki tisztséget François Nourissier kapta meg.
Politikailag Bazin a Mouvement de la Paix-hez tartozott, amely a kommunista párttal állt kapcsolatban, amelynek szimpatizánsa volt. 1979-ben Lenin-békedíjat kapott. Ez Roger Peyrefitte-t arra késztette, hogy tréfásan azt mondja: „Hervé Bazinnak két olyan díja volt, amelyek illettek egymáshoz: a Lenin-békedíj és a fekete humor díj”.
1995-ben kéziratait és leveleit Nancy város nyilvántartó hivatalának adta át, amely már a városból származó Goncourt testvérek archívumát is birtokolta. Bazin Angers-ben halt meg.
Egy jogi zűrzavar miatt az első házasságából származó hat gyermeke az utolsó házastárs és az utolsó fiú akarata ellenére elérte, hogy 2004. október 29-én a Hôtel Drouot-ban elárverezzék az archívumot. A kerületi hatóságok segítségével az angers-i egyetemi könyvtárnak sikerült elővásárolnia a hagyaték majdnem teljes egészét, azaz 22 kéziratot és mintegy 9000 levelet, amelyeket a szerző kívánságának megfelelően a kutatóközösség rendelkezésére bocsátottak.

## Helyesírás és írásjelek
Az 1966-os Plumons l'Oiseau („Szedjük le a madarat”) című esszéjében: egy közel fonémikus ortográfiát javasolt a francia nyelv számára, amelyet „l'ortografiǝ lojikǝ” (logikai ortográfia) néven emlegetett.
| Betű | Név                         | Név (IPA)                     | Note                                               |
| ---- | --------------------------- | ----------------------------- | -------------------------------------------------- |
| a    | a (wvèr)                    | /a~ɑ/ (/u.vèʁ/)               |                                                    |
| (á)  | a fèrmé                     | /a~ɑ/ /fɛʁ.me/                | opcionális                                         |
| e    | e                           | /ə/                           |                                                    |
| é    | é                           | /e/                           |                                                    |
| è    | è                           | /ɛ/                           |                                                    |
| œ    | œ (wvèr)                    | /œ~ø/ (/u.vèʁ/)               |                                                    |
| (œ́)  | œ fèrmé                     | /œ~ø/ /fɛʁ.me/                | opcionális                                         |
| o    | ɔ (wvèr)                    | /ɔ/ (/u.vèʁ/)                 |                                                    |
| ó    | ó (fèrmé)                   | /o/ (/fɛʁ.me/)                | szükséges                                          |
| i    | i                           | /i/                           |                                                    |
| u    | u                           | /y/                           |                                                    |
| w    | w                           | /u/                           | ou magánhangzó                                     |
| ã    | ã                           | /ɑ̃/                           |                                                    |
| ẽ    | ẽ                           | /ɛ̃/                           |                                                    |
| õ    | õ                           | /ɔ̃/                           |                                                    |
| œ̃    | œ̃                           | /œ̃/                           |                                                    |
| b    | bé                          | /be/                          |                                                    |
| k    | ké                          | /ke/                          |                                                    |
| d    | dé                          | /de/                          |                                                    |
| f    | fé                          | /fe/                          |                                                    |
| g    | gé                          | /ge/                          | mindig kemény                                      |
| h    | hé                          | /ʃe/                          | lágy ch                                            |
| j    | jé                          | /ʒe/                          |                                                    |
| l    | lé                          | /le/                          |                                                    |
| m    | mé                          | /me/                          |                                                    |
| n    | né                          | /ne/                          |                                                    |
| ñ    | ñé                          | /ɲ/, /ŋ/                      |                                                    |
| p    | pé                          | /pe/                          |                                                    |
| r    | ré                          | /ʁe/                          |                                                    |
| s    | sé                          | /se/                          | soha nem hangzott el                               |
| t    | té                          | /te/                          |                                                    |
| v    | vé                          | /ve/                          |                                                    |
| z    | zé                          | /ze/                          |                                                    |
| y    | yé                          | /je/                          |                                                    |
| u͐    | u͐e                          | /ɥe/                          |                                                    |
| w͐    | w͐e                          | /we/                          |                                                    |
| ɔ    | le siñə dur                 | /lə siɲ dyʁ/                  | /h/ szükség esetén                                 |
| ə    | le siñə mw                  | /lə siɲ mu/                   | néha néma /e/                                      |
| ×    | le siñə du pluryèl ɛ̃sonor   | /lə siɲ dy ply.ʁjɛl ɛ̃.sɔ.nɔʁ/ | néha néma többes szám (pl. femmes → fam×)          |
| ◌̇    | le point de différenciation |                               | homofonok jelölője (e.g. ça → ṡa, whereas sa → sa) |

### Írásjelek
Hat új „intonációs pontot” (írásjeleket) is javasolt:
Példák:
| Standard orthography | Ortografiǝ lojikǝ |
| --- | --- |
| J’aime, dit l’amant, Je parle, dit le député, J’enseigne, dit le professeur, Je règne, dit le roi, Je crois, dit le moine, Je pense, dit le philosophe, Je trouve, dit le savant... | J’èmǝ di l’amã, Je parlǝ, di le député, J’ãsèñǝ, di le profèsœr, Je rèñǝ di le rw͐a, Je krw͐a di le mw͐anǝ, Je pãsǝ, di le filozofǝ, Je trwvǝ, di le savã... |

## Művei
- Jour, poems, 1947
- A la poursuite d'Iris, poems, 1948
- Vipère au poing (Viper in the Fist), autobiographical novel, 1948
- La Tête contre les murs, novel, publié en 1949
- La Mort du petit cheval, autobiographical novel, 1950[14]
- Le bureau des mariages, short stories, 1951
- Lève-toi et marche, novel, 1952
- Humeurs, poems, 1953
- Contre vents et marées, 1953
- L'Huile sur le feu, novel, 1954
- Qui j'ose aimer, novel, 1956
- La fin des asiles, essay, 1959
- Au nom du fils, novel, 1960
- Chapeau bas, short stories, 1963 : Chapeau bas, Bouc émissaire, La hotte, M. le conseiller du coeur, Souvenirs d'un amnésique, Mansarde à louer, La Clope
- Plumons l'oiseau, essay, 1966
- Le Matrimoine]], novel, 1967
- Les bienheureux de La Désolation, account, 1970[15]
- Le Cri de la chouette, autobiographical novel, 1972[16]
- Madame Ex, novel, 1975
- Traits, 1976
- Ce que je crois, 1977
- Un feu dévore un autre feu, 1978
- L'Église verte, novel, 1981
- Qui est le prince?, 1981
- Abécédaire, 1984
- Le Démon de minuit, 1988
- L'École des pères, novel, 1991
- Le grand méchant doux, 1992
- Le Neuvième jour, 1994

### Magyarul megjelent
- Akit szeretni mertem... Regény (Qui j'ose aimer) – Európa, Budapest, 1958 · fordította, utószó: Nagy Péter
- A Rezeau család (Vipere au poing, La mort du petit cheval, Cri de la chouette) – Európa, Budapest, 1979 · ISBN 9630722089 · fordította: Somogyi Pál László (Viperát markolva), Szávai János (A kiscsikó halála), Görög Lívia (Bagolyhuhogás)
- Exfeleség. Regény (Madame Ex) – Európa, Budapest, 1984 · ISBN 9630734028 · fordította: Somogyi Pál László
- Asszonyok hatalma. Regény (Le matrimoine) – Európa, Budapest, 1987 · ISBN 9630742454 · fordította: Somogyi Pál László
- A kilencedik napon. Regény (Le neuvième jour) – Európa, Budapest, 1996 · ISBN 9630758709 · fordította: Nagy Péter

## Fordítás
- Ez a szócikk részben vagy egészben  a   Hervé Bazin című angol Wikipédia-szócikk fordításán alapul.  Az eredeti cikk szerkesztőit annak laptörténete sorolja fel. Ez a jelzés csupán a megfogalmazás eredetét és a szerzői jogokat jelzi, nem szolgál a cikkben szereplő információk forrásmegjelöléseként.